# آلساندرو نانینی
آلساندرو "ساندرو" نانینی (به ایتالیایی: Alessandro "Sandro" Nannini) (زادهٔ ۷ ژوئیه ۱۹۵۹) یک راننده مسابقه‌ای پیشین ایتالیایی است. او برادر کوچکتر جانی نانینی خواننده پاپ است. او رانندگی فرمول یک را از سال ۱۹۸۶ با تیم میناردی آغاز کرد.